# Die Hochmütigen
Die Hochmütigen (Originaltitel: Les orgueilleux) ist ein französisch-mexikanischer Film nach einer Idee von Jean-Paul Sartre unter der Regie von Yves Allégret aus dem Jahr 1953. Für den unter dem Titel The Proud and the Beautiful oder The Proud Ones in den Vereinigten Staaten vertriebenen Film wurde Sartre 1957 für die beste Originalgeschichte für den Oscar nominiert. Yves Allégret wurde 1953 bei den Internationalen Filmfestspielen von Venedig mit dem Bronzenen Löwen geehrt.

## Handlung
Als ihr Ehemann als erstes Opfer einer Meningitis-Epidemie in Mexiko stirbt findet sich die Französin Nellie ohne Spanischkenntnisse von verrückten und skrupellosen Menschen umgeben inmitten einer Seuche wieder. Auf der Suche nach einem Arzt hat sie den Obdachlosen Georges kennengelernt, zu dem sie sich hingezogen fühlt. Er ist ein ehemaliger Arzt, der seine Schuldgefühle im Alkohol ertränkt. Sie führt ihn zu seinem Beruf zurück, so dass er der Epidemie entgegentreten kann.

## Rezeption
Auf Filmdienst wird der Film als ein „atmosphärisch ausgesprochen dicht gezeichnetes Drama, hervorragend fotografiert und gespielt“ bewertet. Sartres Hang zu Zynismus und Nihilismus finde sich in der düsteren Wirklichkeitserfassung wieder, verwandele sich aber zu einer überraschend versöhnlichen und tröstlichen Perspektive.
Laut dem Harvard Crimson 1957 ist Die Hochmütigen ein wirklich realistischer und ehrlicher Film, auch wenn dabei auch das Schmutzige und Obszöne erforscht werde. Am fraglichsten dürfte dabei der erbarmungslose Realismus sein, mit dem etwa eine Injektion in die Wirbelsäule und eine versuchte Vergewaltigung gezeigt würden. Der Film passe mit zwei oder drei rauen Kanten in den Rahmen des Existenzialismus. Die Frage sei, was er aussage jenseits davon, dass die Welt die Hölle sei. Sicherlich behaupte das Werk Freiheit für einen Menschen bar von Scham, Stolz, Selbstüberschätzung und gezwungen Entscheidungen zu treffen. Das Ende deute aber auf eine Bruderschaft der Menschen, was im Widerspruch zur Philosophie Sartres stehe. Man könne das Zusammenkommen aber auch als Freiheit in der Isolation wie in Die Fliegen verstehen.
In der DDR lief der Film unter dem Titel Aufenthalt vor Vera Cruz ab 16. Mai 1955 in den Kinos. Am 8. Januar 1960 wurde er erstmals im Fernsehen der DDR ausgestrahlt. In der Programmbeschreibung hieß es: „In einem kleinen Hafen des Golfs von Mexiko. Eine gottverlassene Gegend ist das und eine arme dazu. Man spürt, dass das Gold und Silber des Landes, seine anderen reichen Schätze, nicht dem Volk zugute kommen, diesen lebensfrohen, sangesfreudigen Menschen, die selbst in Lumpen noch von malerischer Anmut sind […]“